# Claude Schnitzler
Pour les articles homonymes, voir Schnitzler.
Claude Schnitzler est un organiste et chef d'orchestre français né à Strasbourg en 1949.

## Biographie
Il fait ses études musicales au CNR de Strasbourg (orgue, clavecin, direction d’orchestre et écriture), avant de compléter sa formation de chef d'orchestre au Mozarteum de Salzbourg tout en donnant de nombreux récitals d’orgue en France et à l’étranger. En 1971, il est nommé titulaire du grand orgue de la cathédrale de Strasbourg.
Entré à l’Opéra du Rhin en 1972 comme chef de chant, il devient dès 1975 l’assistant d’Alain Lombard à l’Orchestre philharmonique de Strasbourg et à l’Opéra du Rhin, où il dirige dès lors de nombreux spectacles.
De 1981 à 1985, il collabore régulièrement avec l’Opéra de Paris, où il dirige spectacles lyriques et ballets, tant au Palais Garnier qu’à la Salle Favart.
En 1986, il prend la direction de l’Orchestre de la Ville de Rennes, cumulant cette fonction avec celle de chef permanent de l’Opéra du Rhin.
De 1989 à 1995, il assure la direction de l’Orchestre de Bretagne et continue à se produire à la tête des principaux orchestres français (Orchestre de l’Opéra de Paris, Orchestre philharmonique de Radio France, Orchestre national d'Île-de-France, Orchestre de l’Opéra de Lyon, Orchestre national Bordeaux Aquitaine, Orchestre philharmonique de Montpellier) ainsi que dans de nombreux opéras étrangers (Liceu de Barcelone, la Fenice de Venise, Teatro Regio de Turin, Théâtre royal de la Monnaie à Bruxelles).

## Répertoire
Il partage son temps entre l’opéra et le concert symphonique, où le répertoire traditionnel se mêle au répertoire contemporain. Il a dirigé la création de Goya de Jean Prodromidès à Montpellier et à Marseille ; la création française d’Owen Wingrave de Benjamin Britten (création française à l’Opéra du Rhin).
Il dirige Lucia di Lammermoor et Madame Butterfly à Rouen, Les Contes d'Hoffmann et Aïda à Dublin, La Veuve joyeuse à Toulouse, Tosca à Nancy, Pénélope de Fauré et Eugène Onéguine à Rennes, Siegfried et Le Crépuscule des dieux à Marseille, La Reine de Saba de Goldmark au festival de Wexford, Carmen à l’Opéra Central de Pékin, Pénélope à Lausanne, le Requiem de Verdi à Metz avec la Philharmonie de Lorraine.
Au cours de l’été 1999, il fut l’invité du festival d’Édimbourg avec le Scottish Chamber Orchestra. Plus récemment, il a dirigé Die Fledermaus au Welsh National Opera de Cardiff, La Vie parisienne, Les Contes d’Hoffmann, Der Wildschütz, Carmen, Roméo et Juliette à Leipzig, où il est chef invité permanent, ainsi que Le Rêve d’Alfred Bruneau avec l’Orchestre national de France, Adrienne Lecouvreur à Lausanne, La Périchole à Nancy et à Montpellier, Gwendoline et Le Vaisseau fantôme à Rennes, Carmen et Une nuit à Venise au Volksoper de Vienne, Ariane à Naxos à Nice, Le Lac des cygnes avec l’Orchestre du Gewandhaus de Leipzig.
Il fait des débuts remarqués au Staatsoper de Vienne dans Roméo et Juliette de Gounod et y est immédiatement réengagé pour les saisons à venir : La Bohème, Lucia di Lammermoor, Roméo et Juliette, Les Contes d’Hoffmann, L'Élixir d'amour, Manon et Carmen. Parmi ses projets figurent également Ariane et Barbe-Bleue à Nice, La Fiancée vendue et Die Fledermaus au Volksoper de Vienne, La Traviata à Metz, Les Contes d’Hoffmann à Rennes, Le Vaisseau fantôme à Dijon et des concerts symphoniques notamment avec l’Orchestre symphonique et lyrique de Nancy. À l’Opéra du Rhin, il a dirigé de très nombreuses productions, dont les plus récentes sont Barbe-Bleue d’Offenbach, Rigoletto de Verdi et Le Château de Barbe-Bleue de Bartók / Ariane de Martinů.